# Afrikansk guldvarg
Afrikansk guldvarg (Canis lupaster eller Canis anthus) är en art i familjen hunddjur. Den är nära släkt med guldschakal (Canis aurus) och räknades tidigare som del av denna. Senare års forskning har visat att individerna i Eurasien och Afrika bör räknas som olika djurarter.

## Utbredning
Djurets huvudsakliga levnadsområde är norra och östra Afrika.

## Biologi

### Fortplantning
I Tanzania anges parningstiden till oktober/november, och ibland en tidigare period i juni/juli.

### Föda och jakt
För att lätt komma åt bytet följer guldvargar i östra Afrika större kattdjur som lejon. De väntar sedan tålmodigt tills lejonet lämnar sitt byte och tar därefter resten.

## Släktskap
Senare års DNA-studier har visat att eurasiska och afrikanska guldschakaler (där de senare är mer lika gråvarg) sannolikt kan delas upp i två olika arter. Ett förslag till namn av den afrikanska varianten är afrikansk guldvarg (Canis anthus).

## I kulturen
Guden Anubis i antik egyptisk mytologi presenterades ofta med ett hunddjurshuvud. Detta huvud antogs tidigare vara av en guldschakal, men eftersom detta djur enligt nyare forskning inte förekommer i Afrika handlar det i så fall om en afrikansk guldvarg.